# 306国道
306国道（或“国道306线”、“G306线”）是在中国的一条国道，起点为辽宁绥中，终点为内蒙古东乌珠穆沁旗的中蒙边境珠恩嘎达布其口岸，全程497千米。
这条国道经过辽宁和内蒙古2个省份。在国家公路网规划（2013年－2030年）中终点延伸至东乌旗。

## 里程表
| 城市名                 | 距起点距离 |
| 辽宁省绥中县           | 0          |
| 辽宁省建昌县           | 88         |
| 辽宁省凌源市           | 157        |
| 内蒙古自治区喀喇沁旗   | 257        |
| 内蒙古自治区克什克腾旗 | 497        |